# Баньянг-Мбо (заповедник дикой природы)
Баньянг-Мбо (фр. Sanctuaire de faune sauvage de Banyang-Mbo) — заповедник дикой природы на западе Камеруна. Основан в 1996 году. Занимает территорию 691,45 км2.

## География
Заповедник расположен западной части страны. Административно относится к Юго-западному региону. Занимает территорию 691,45 км2, по другим данным — 642 200 км2.

## История
Заповедник был основан 12 марта 1996 года.

## Флора
Растительность заповедника типична для тропических лесов региона. Баньянг-Мбо расположен на высотах 120—1760 метров над уровнем моря. По данным исследования 2002 года, здесь произрастает 8 460 видов растений. В верхнем ярусе леса преобладают терминалии, птерокарпусы (в частности, Pterocarpus soyauxii). Средний ярус леса занимают растения семейства тутовых (например, Treculia obvoidea), олаксовых (например, Diogoa zenkeri) и кутровых (например, Rauvolfia macrophylla). В нижнем ярусе леса произрастают такие виды как Santiria trimera, Berlinia bracteosa, Afzelia bipindensis, Gacrinia mannii и Gacrinia kola.

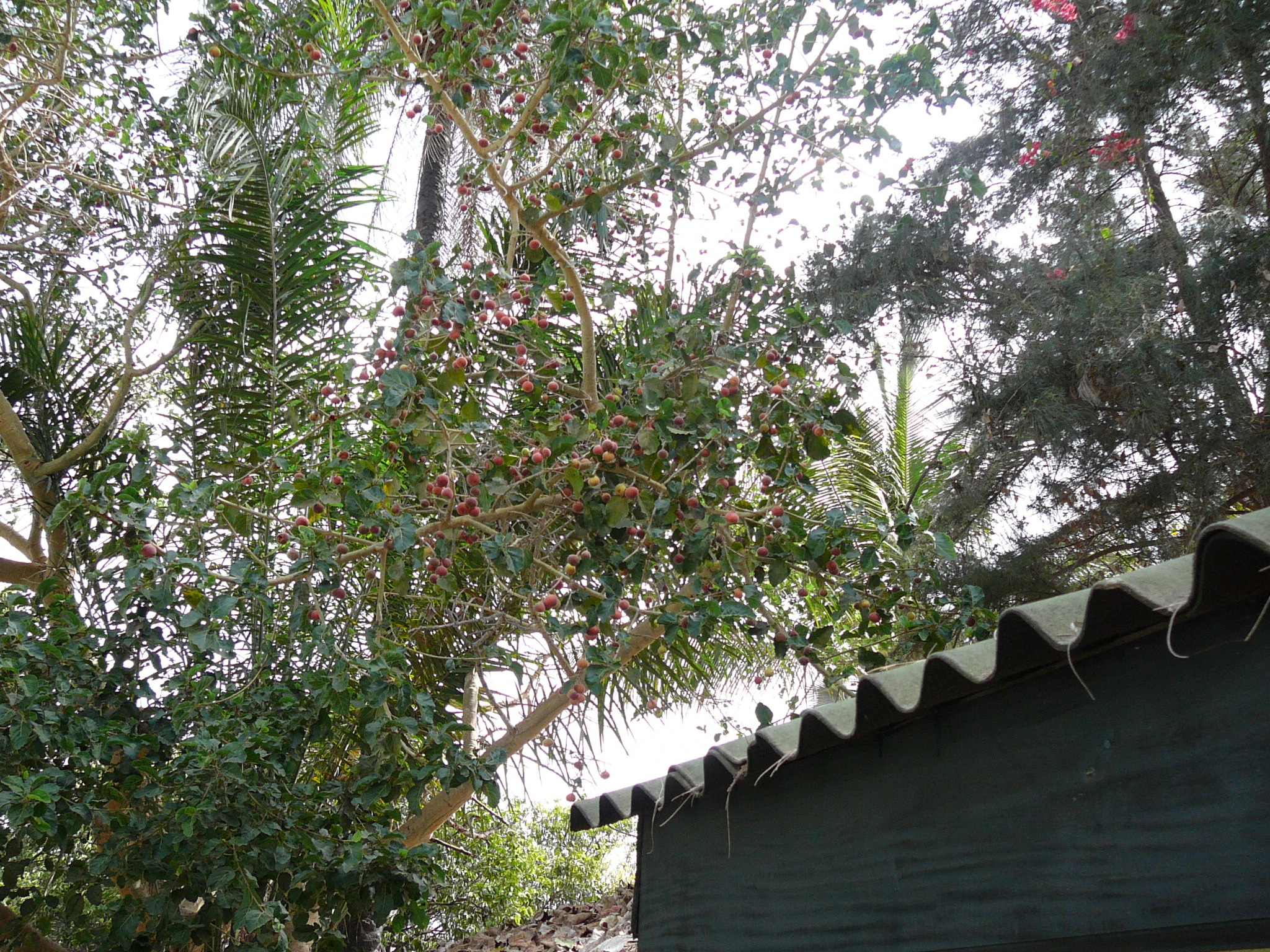
Сикомор
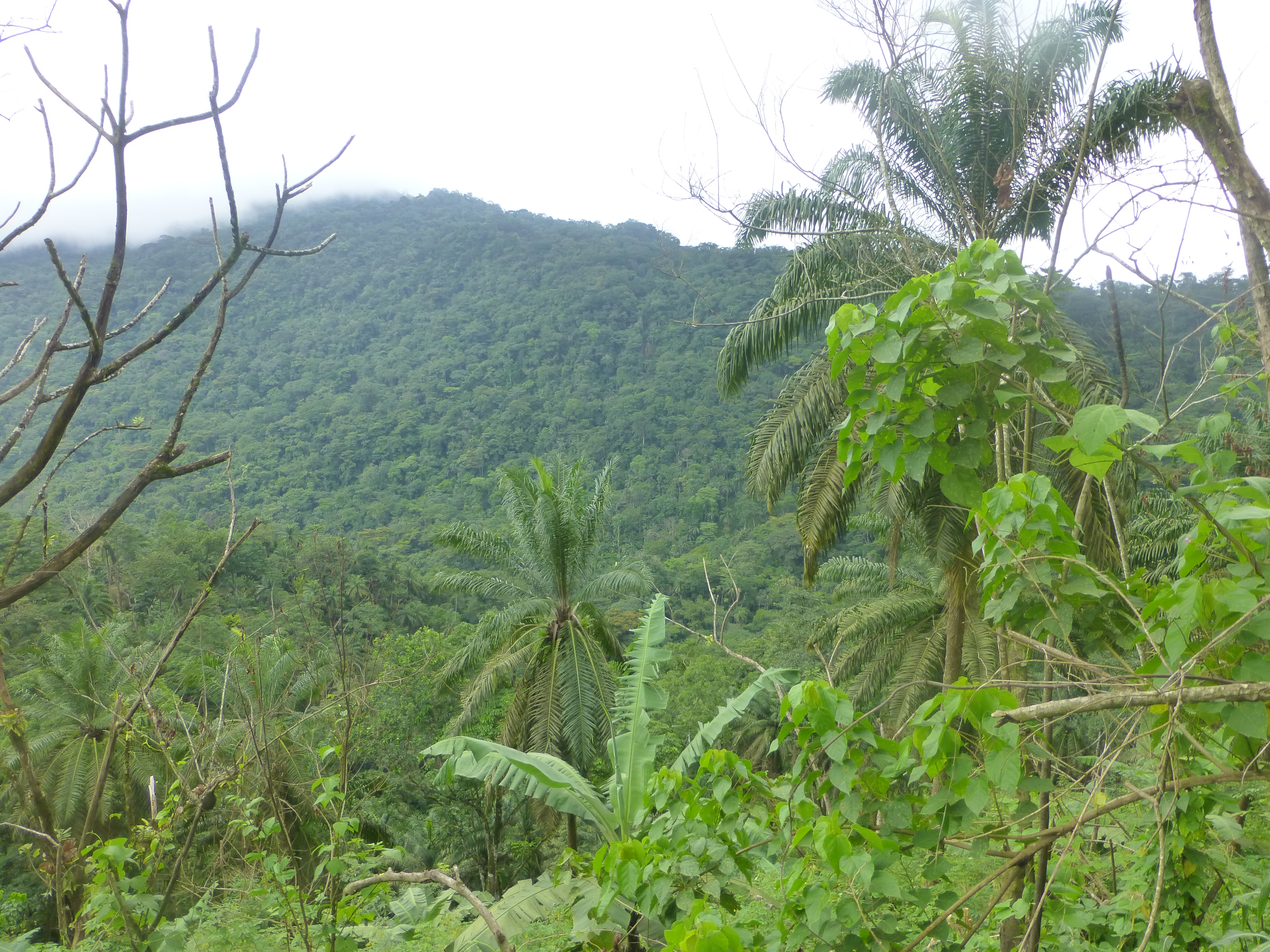
Тропический лес в заповеднике

## Фауна
В ходе исследования заповедника в 2002 году там было зарегистрировано 250 видов млекопитающих, в том числе 18 приматов, 140 видов рептилий и 190 видов амфибий. Среди приматов, встречающихся в Баньянг-Мбо чубатая мартышка, павиан анубис и большая белоносая мартышка. Здесь обитает одна из крупнейших популяций шимпанзе (500—1000 особей). Разнообразна орнитофауна Баньянг-Мбо: здесь обитают 322 вида птиц. 

Обитатели заповедника
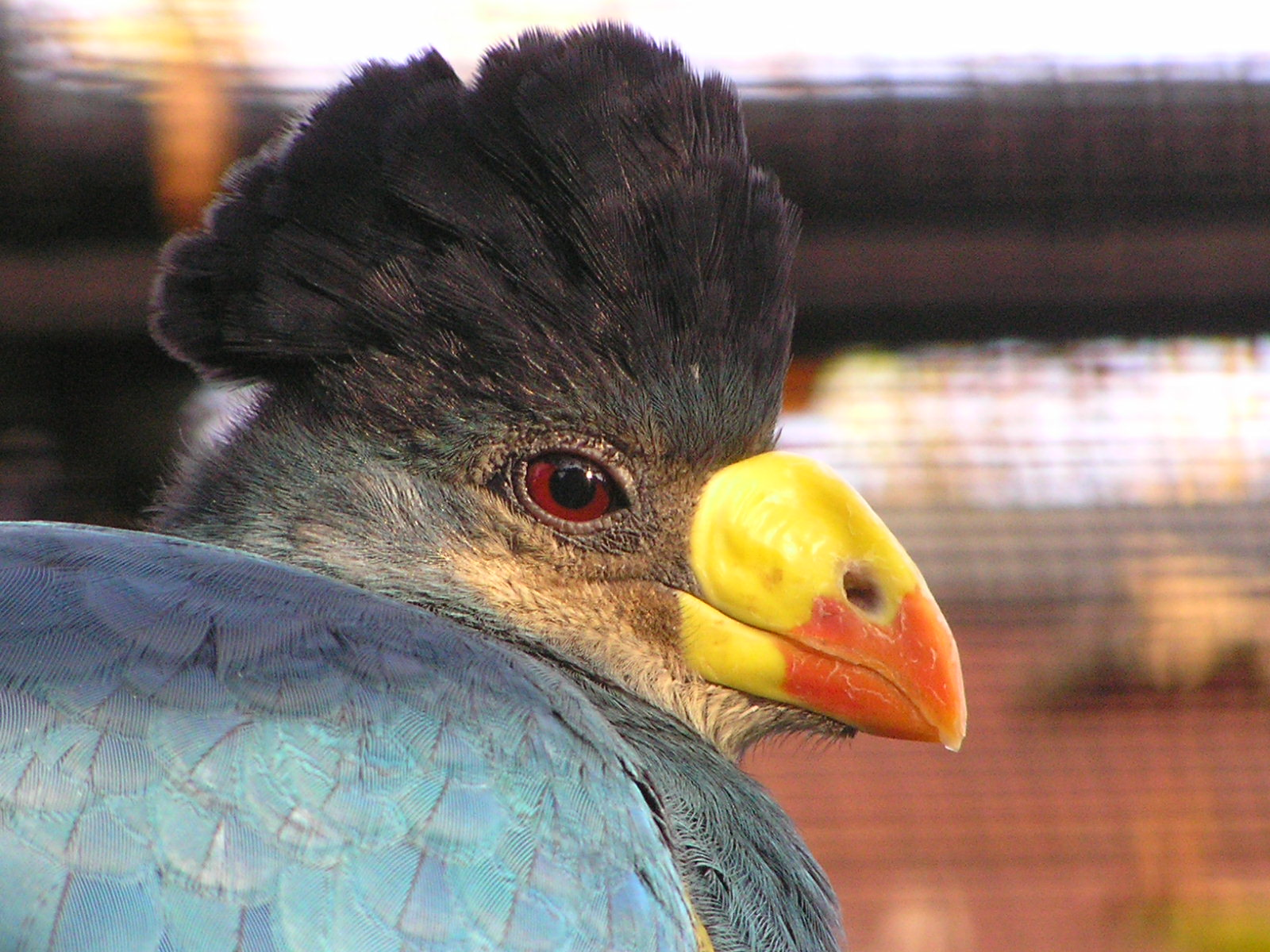
Большой голубой турако
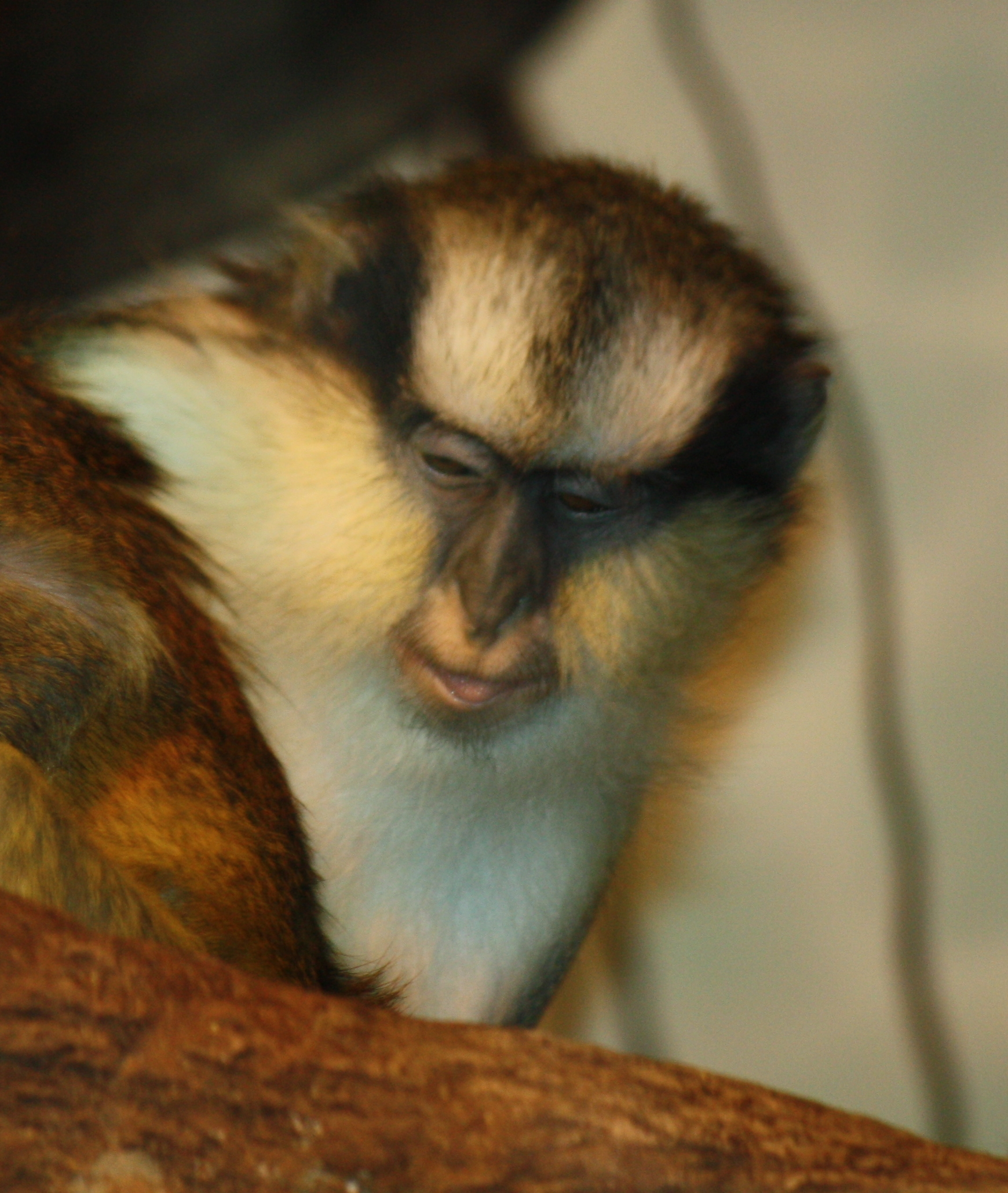
Чубатая мартышка
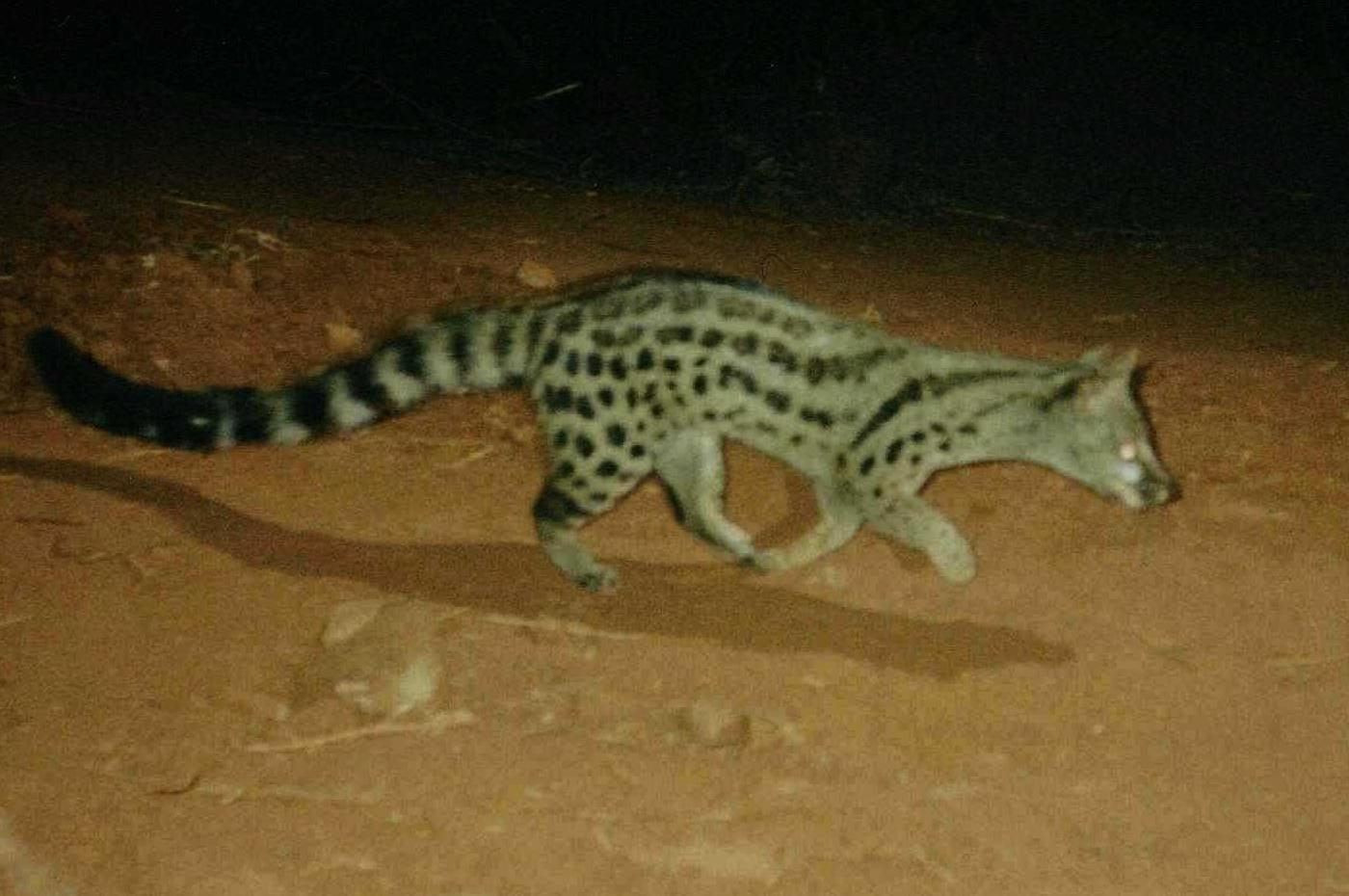
Пятнистая генетта
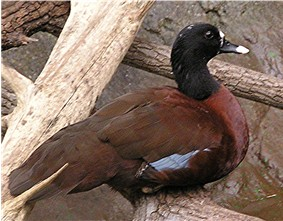
Утка Хартлауба